# 1251
Évszázadok: 12. század – 13. század – 14. század
Évtizedek: 1200-as évek – 1210-es évek – 1220-as évek – 1230-as évek – 1240-es évek – 1250-es évek – 1260-as évek – 1270-es évek – 1280-as évek – 1290-es évek – 1300-as évek
Évek: 1246 – 1247 – 1248 – 1249 –  1250 – 1251 – 1252 – 1253 – 1254 – 1255 – 1256

## Események
- december 5. – IV. Béla kiváltságlevelet bocsát ki a zsidók számára.[1]
- IV. Béla a várható újabb tatár invázió ellen megszervezi az ozorai, a sói, a macsói és a kucsói bánságokat.[2]
- Franciaországban népmozgalom bontakozik ki a hetedik keresztes hadjárat egyiptomi eseményeinek hatására, mivel azonban a parasztok Dél-Franciaországban rabolni, gyilkolni kezdenek, a király sereggel vonul ellenük és vérbe fojtja a mozgalmat.
- III. Sándor skót király házassága Margittal, III. Henrik angol király lányával.
- André de Longjumeau, IX. Lajos francia király követe két év után visszatér a mongoloktól jelentést téve a királynak eredménytelen küldetéséről.
- Mindaugas litván nagyfejedelem megkeresztelkedik,[3] hogy megkoronázhassák, ami 1253-ban meg is történik.
- I. Sándor vlagyimiri nagyfejedelem aláírja az első békeszerződést Norvégiával.
- IV. Konrád német király betör Itáliába, de IV. Ince pápa hívei visszaverik.
- II. Ottokárt osztrák herceggé választják. (Kitör az ellenségeskedés IV. Béla magyar király és Ottokár között az Ausztria feletti hatalomért.)[2]
- Möngke a Mongol Birodalom negyedik kánja lesz.

## Halálozások
- I. Péter breton herceg (* 1190 körül)
- II. Mátyás lotaringiai herceg
- Eldzsigidei kán Perzsia mongol helytartója